# Viaszsárga nedűgomba
A viaszsárga nedűgomba (Hygrocybe ceracea) a csigagombafélék családjába tartozó, Európában és Észak-Amerikában honos, réteken, füves területeken élő, nem ehető gombafaj. 

## Megjelenése
A viaszsárga nedűgomba kalapja 1-3,5 cm széles, fiatalon félgömb alakú, később domborúan, idősen majdnem laposan kiterül; közepe kissé benyomott lehet. Színe eleinte élénksárga vagy narancssárga, a közepén sötétebb, széle áttetszően bordázott; idősödve kifakul. Felszíne viaszos, nedves időben kissé tapadós, de soha nem nyálkás. 
Húsa vékony, halványsárga. Íze és szaga nem jellegzetes. 
Viszonylag ritkás lemezei szélesen tönkhöz nőttek vagy kissé lefutók. Színük a kalapénál halványabb sárga. 
Tönkje 2-5 cm magas és 0,2-0,5 cm vastag. Alakja karcsú, hengeres, néha benyomott; töve felé vékonyodó. Felülete száraz, viaszosan sima. Színe sárga, a tövénél narancsos árnyalatú lehet. 
Spórapora fehér. Spórája megnyúlt vagy hengeres, sima, inamiloid, mérete 6,5-8 x 3-4 μm.

### Hasonló fajok
A mézszagú nedűgomba vagy az apró nedűgomba hasonlít hozzá. 

## Elterjedése és termőhelye
Európában és Észak-Amerikában honos. Magyarországon gyakori.
Rövidszálú gyepekben, hegyvidéki réteken, parkban, erdőszéleken él, a talajban lévő növényi maradványokat bontja. Augusztustól novemberig terem. 

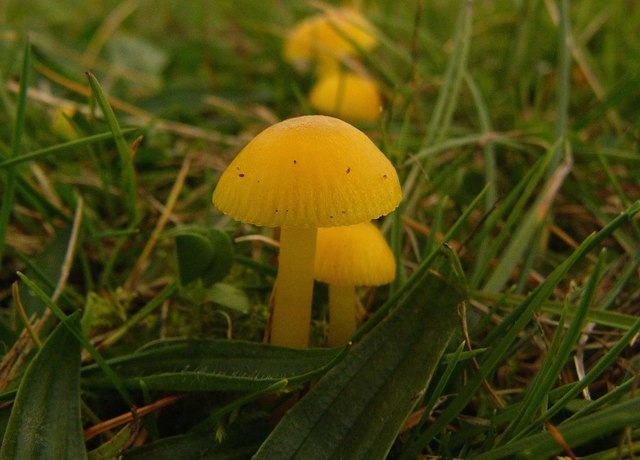
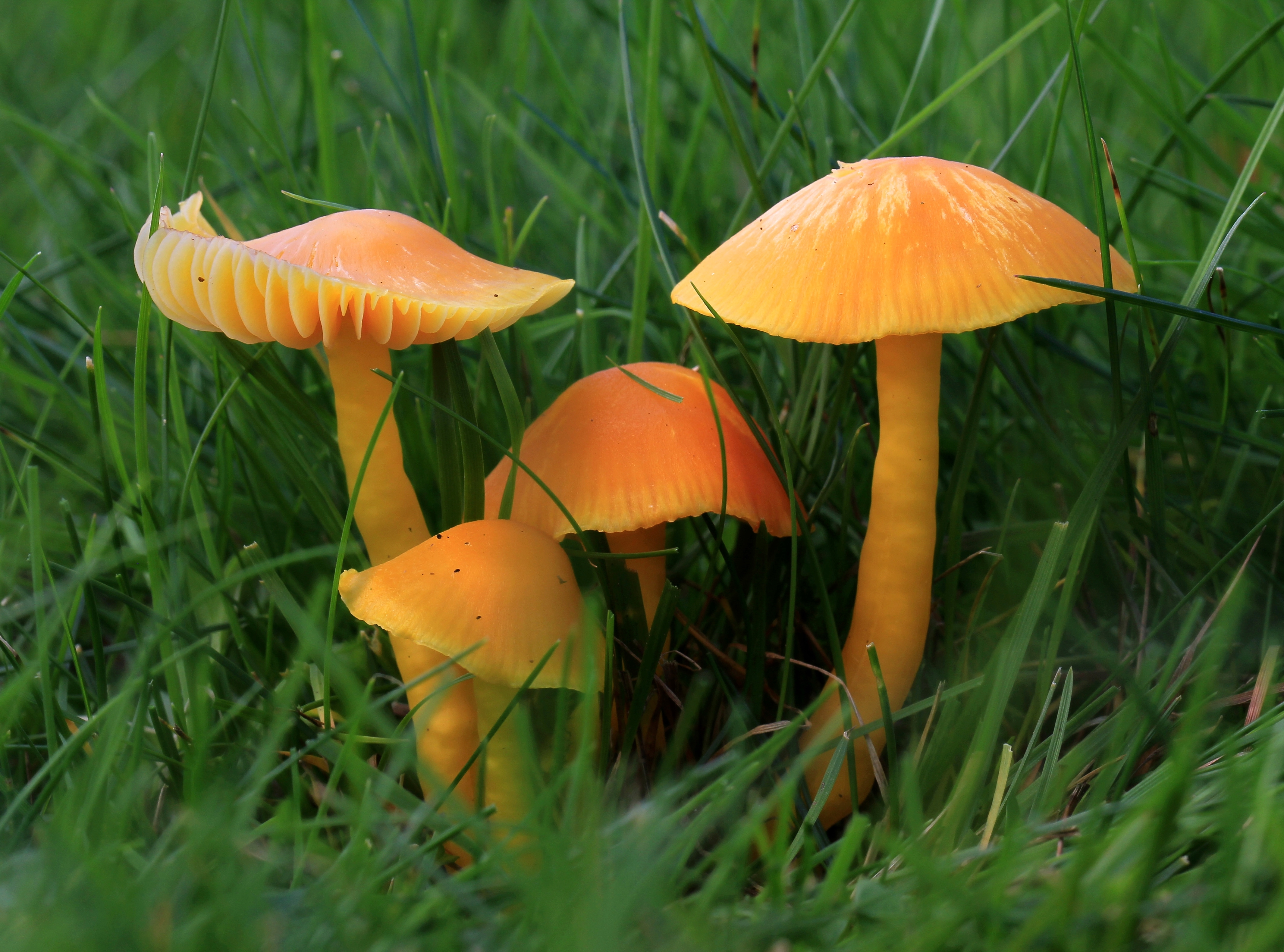
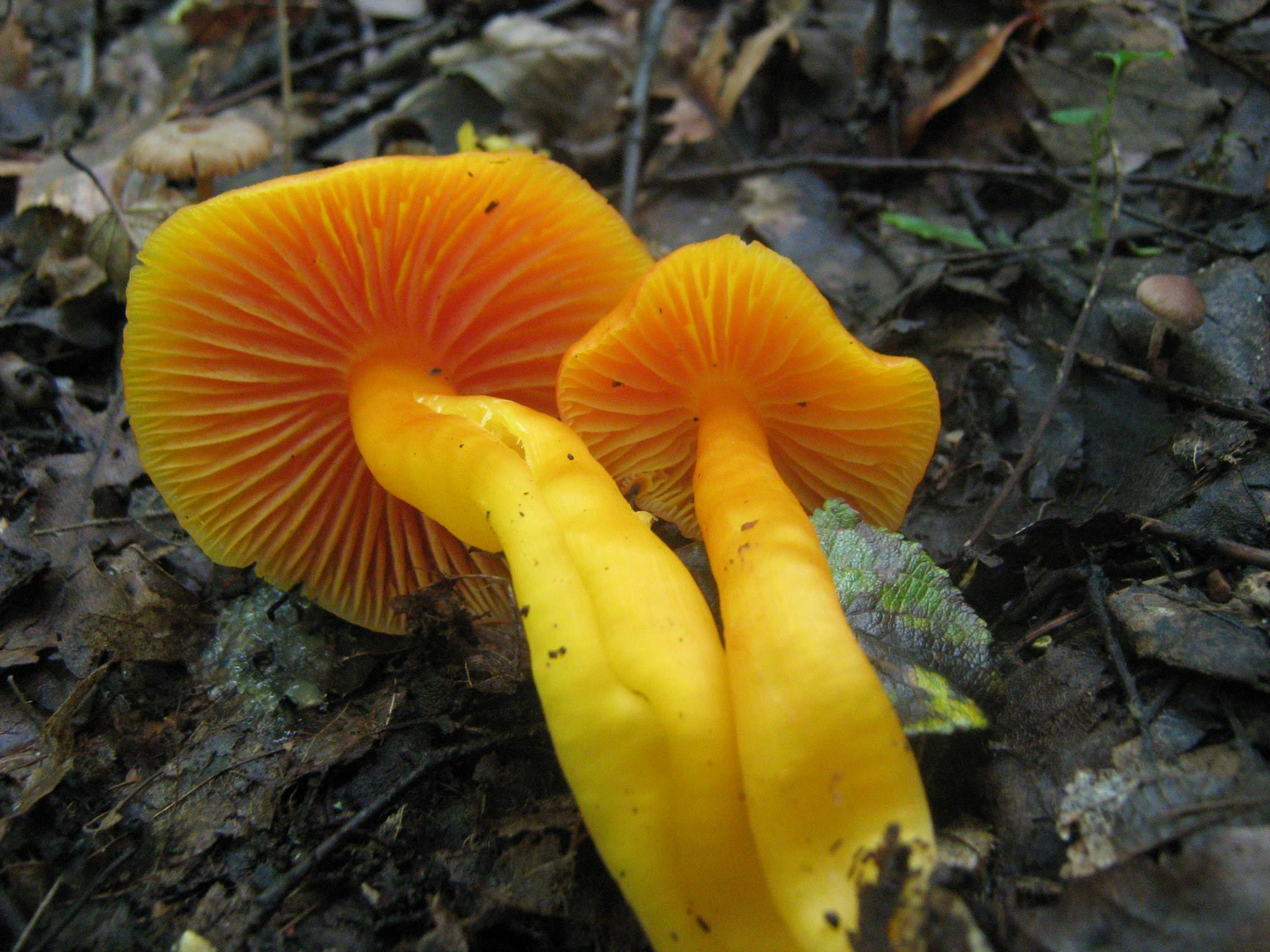
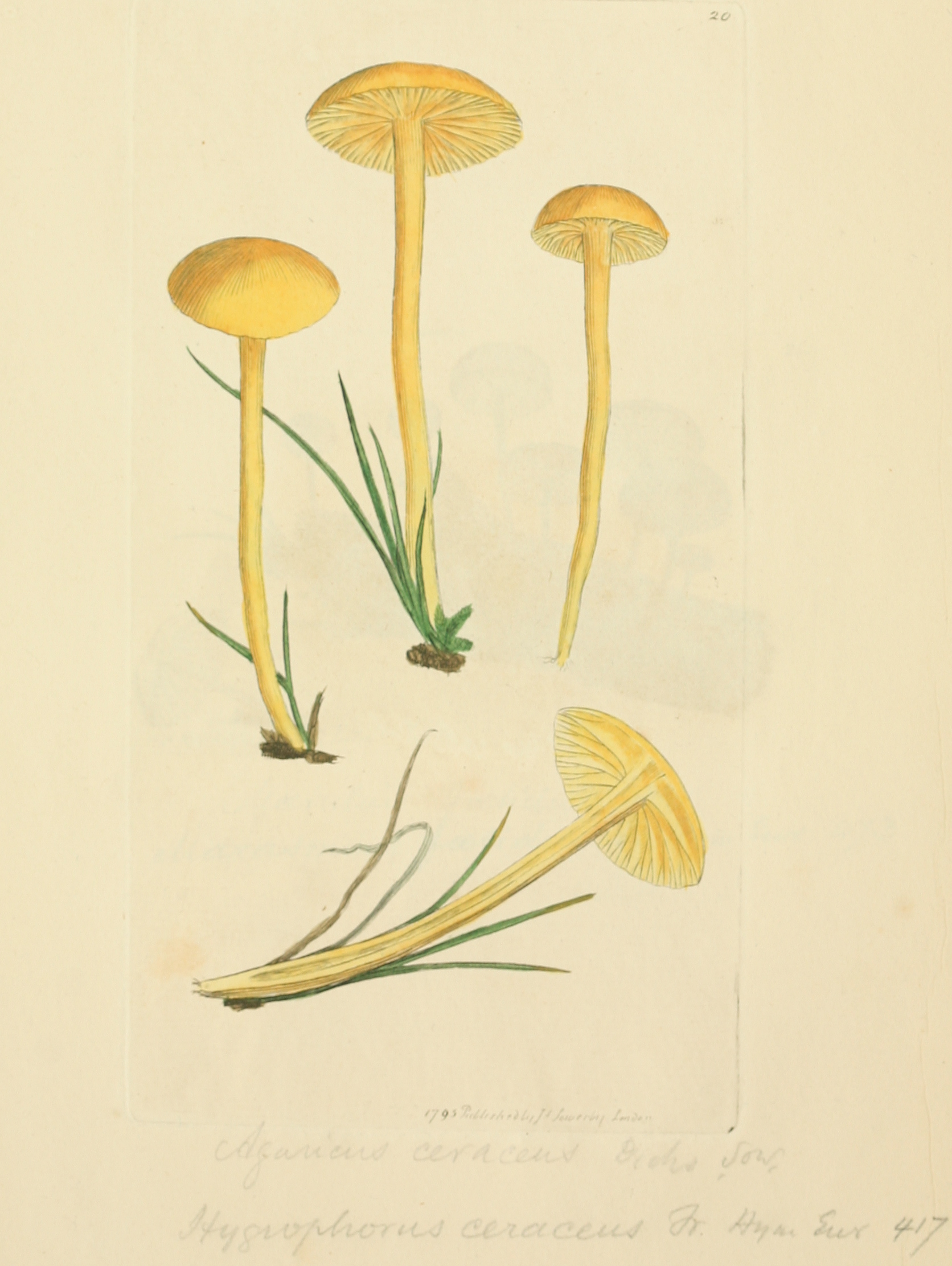

Nem ehető.